# NFL Championship Game 1940
Der NFL Championship Game 1940 war die achte Auflage des Endspieles der National Football League. Am 8. Dezember 1940 besiegten die Chicago Bears, Meister der Western Division, die Washington Redskins, den Meister der Eastern Division, im Griffith Stadium von Washington, D.C. vor 36.034 Zuschauern mit dem Rekordergebnis von 73:0.

## Vorgeschichte
Das NFL-Finale war das zweite Endspiel während des Zweiten Weltkrieges.
Die Washington Redskins hatten mit 9-2 Siegen die Eastern Division gewonnen. Mit 245 Punkten stellten sie den besten Angriff der Liga, Stars waren die beiden Pro Bowler Sammy Baugh (Quarterback, der eines der ersten Mitglieder der Hall of Fame werden würde) und Dick Todd (Runningback). Die nur 142 Gegenpunkte sprachen für eine starke Defensive (ligaweit Platz 3).
Die Chicago Bears hatten mit 8-3 Siegen die Western Division gewonnen. Das Team um Quarterback Sid Luckman, Runningback/Cornerback George McAfee und den vielversprechenden Rookie-Linebacker Bulldog Turner erzielte ein Punkteverhältnis von 238-152, womit sie jeweils NFL-weit Platz 2 (offensiv) bzw. 4 (defensiv) belegten.
Drei Wochen zuvor hatten die Redskins die Bears mit 7-3 besiegt. Im Vorfeld des Spiels verspottete Redskins-Besitzer George Preston Marshall das Bears-Team als „Schönwetterspieler, Weicheier und Heulsusen“ (front-runners, quitters and crybabies), was Bears-Coach Halas als Motivation benutzte.

## Spiel
Die Bears feierten gegen die Redskins einen Rekordsieg. Wichtigste Waffe war die damals neue T-Formation, mit dessen Dynamik das Team aus Washington kaum zurechtkam. Schon im zweiten Spielzug rannte Bears-Runningback Bill Osmanski aus 68 Yards zum Touchdown, und nach einem erfolgreichen Extrapunkt von Runningback/Kicker Jack Manders stand es 7:0. Die Redskins hatten im darauffolgenden Drive die Chance zum Ausgleich, aber End Charley Malone ließ freistehend einen sicheren Touchdown-Wurf fallen. Noch im ersten Viertel erhöhte Luckman mit einem 1-Yard-Lauf (Extrapunkt Bob Snyder erfolgreich) auf 14:0, gleich darauf rannte Joe Maniaci aus 42 Yards wieder in die Endzone (Extrapunkt Phil Martinovich erfolgreich) zum 21:0. Im zweiten Viertel fing End Ken Kavanaugh einen Luckman-Wurf zum Touchdown (Extrapunkt Snyder erfolgreich), so dass die Bears zur Halbzeit mit 35:0 führten.
In der zweiten Hälfte ging es genau so einseitig weiter. Bears-Defensive End Hampton Pool fing eine Interception und trug es zum Defensivtouchdown in die Endzone (Extrapunkt Dick Plasman erfolgreich). so dass es 42:0 stand. Bald darauf rannte Bears-Back Ray Nolting aus 28 Yards zum Touchdown, nach einem missglückten Extrapunkt stand es 48-0. Nach zwei kurz aufeinanderfolgenden Interceptions erzielten die Bears zwei weitere Defensivtouchdowns (durch George McAfee bzw. Bulldog Turner), so dass es nach einem missglückten und einem geglückten Extrapunkt (Joe Stydahar) 54:0 stand. Im vierten Viertel glückte Harry Clarke ein 44-Yards-Touchdown-Lauf (Extrapunkt-Kick misslungen, 60:0), und Chicago schloss das Rekordspiel mit zwei weiteren Touchdowns durch Gary Famiglietti bzw. Clarke ab. Hierbei verzichteten die Bears nach Absprache mit den Referees auf einen Extrapunkt-Kick, denn es waren so viele Footbälle in die Tribünen geflogen, dass den Spielleitern langsam die Bälle ausgingen. Stattdessen wurde jeweils ein Extrapunkt-Wurf (ein Vorläufer der modernen Two-Point Conversion) versucht, der einmal gelang (Maniaci) und einmal misslang.
Die Zuschauereinnahmen von $102,280 waren damals Rekord für ein NFL-Spiel. Als Sieger bekamen die Bears $32,737 davon, die Redskins $21,825. Am Ende wurde Redskins-Quarterback Sammy Baugh gefragt, ob das Spiel anders gelaufen wäre, wenn Charley Malone den Touchdown zum 7:7 gefangen hätte. Baugh erwiderte: „Sicher, dann wäre es 73:7 ausgegangen.“
Das Endresultat von 73:0 ist bis heute ein NFL-Rekordergebnis:
- Meiste erzielte Punkte in einem NFL-Spiel bzw. -Endspiel (73)
- Meiste erzielte Punkte in einem NFL-Spiel bzw. -Endspiel ohne gegnerische Punkte (73)
- Größte Punktedifferenz in einem NFL-Spiel bzw. -Endspiel (73)

## Kurioses
Am 29. Dezember fand das Pro-Bowl-Spiel statt. Während die Eastern Division wie heute üblich durch eine Auswahl der besten Ost-Spieler vertreten wurde, wurde die Western Division durch die Bears als NFL-Meister repräsentiert. Das aus heutiger Sicht kuriose Spiel „Bears vs. Eastern All-Stars“ gewann Chicago mit 28:14. Erst ab 1950 wurde auch die siegreiche Division durch ein Auswahlteam vertreten.